# Grant (Oklahoma)
Grant es un lugar designado por el censo ubicado en el condado de Choctaw en el estado estadounidense de Oklahoma. En el Censo de 2010 tenía una población de 289 habitantes y una densidad poblacional de 93,97 personas por km².

## Geografía
Grant se encuentra ubicado en las coordenadas 33°56′11″N 95°31′4″O / 33.93639, -95.51778. Según la Oficina del Censo de los Estados Unidos, Grant tiene una superficie total de 4.95 km², de la cual 4.86 km² corresponden a tierra firme y (1.73%) 0.09 km² es agua.

## Demografía
Según el censo de 2010, había 289 personas residiendo en Grant. La densidad de población era de 93,97 hab./km². De los 289 habitantes, Grant estaba compuesto por el 55.02% blancos, el 23.88% eran afroamericanos, el 9.34% eran amerindios, el 0% eran asiáticos, el 0% eran isleños del Pacífico, el 2.42% eran de otras razas y el 9.34% pertenecían a dos o más razas. Del total de la población el 3.81% eran hispanos o latinos de cualquier raza.